# Anasaitis venatoria
Anasaitis venatoria là một loài nhện trong họ Salticidae.
Loài này thuộc chi Anasaitis. Anasaitis venatoria được Elizabeth Maria Gifford Peckham & George William Peckham miêu tả năm 1901.